# جزیره زرکوه

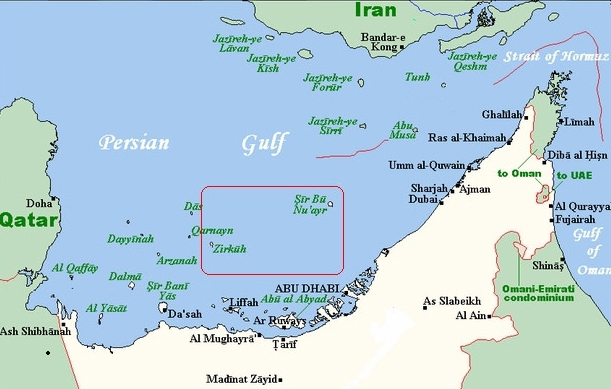
زرکوه و صیر ابونعیر

جزیره زرکوه  جزیره‌ای در بخش جنوبی خلیج فارس و جزو امارات متحده عربی است که سرشار از منابع نفت و گاز بوده و شرکت زادکو، وابسته به شرکت ملی نفت ابوظبی در آن تأسیسات نفتی دایر کرده است. ورود افراد معمولی به این جزیره ممنوع و به علت اینکه منبع آب نوشیدنی به گونه طبیعی در آن وجود نداشته پیش از ایجاد تأسیسات نفتی مسکونی نبوده است. فرودگاه کوچکی در این جزیره وجود دارد که به نام فرودگاه زرکوه شناخته می‌شود. 

## معادل‌های انگلیسی
1. ↑  Zakum Development Company (ZADCO)
2. ↑  Zirku Airport